# Западная область УНР
Западная область Украинской Народной Республики — административная единица Украинской Народной Республики, существовавшая в 1919—1920 годах. Была образована на территории бывшей Западно-Украинской народной республики после её присоединения.

## История
Область была образована 22 января 1919 года после Акта об объединении Украины в одно государство из территории бывшей ЗУНР, которая вошла в состав УНР как Западная область. При этом её правительство осталось легальным и продолжало управлять Галицией как регионом УНР. Диктатор ЗУНР стал Диктатором Западной области и членом Директории. Но власть области не контролировала после подписания Акта злуки часть заявленных земель, например, Закарпатье, Буковину, Пшемысль и Львов. А к началу 1920 года Украина контролировала только территорию современной Тернопольской области из всей Западной области.
24 апреля 1920 года в Варшаве Петлюра подписал договор с Польшей, по которому признавал власть поляков на территории Западной области, а саму область украинское правительство ликвидировало в пользу польских воеводств. Но правительство Западной области не признало договор, и его представители в украинском правительстве отказались его ратифицировать. Таким образом они фактически вышли из под контроля Украины, и 6 ноября подписали договор, по которому переходят под контроль ВСЮР. Но Галицкая армия не смогла взять под контроль Западную Украину, по этому идея о Западной области в составе Белой России не удалась. 